# Charlotte Mercier

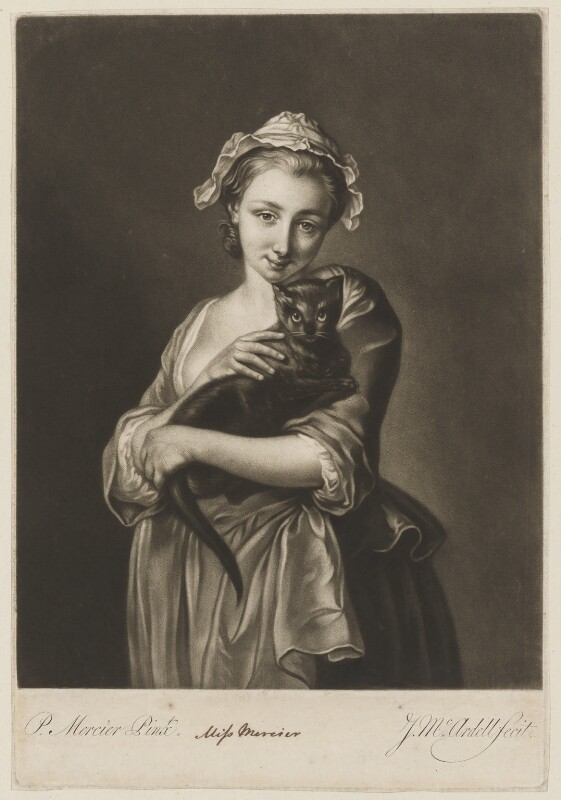
Charlotte Mercier, por James Macardell según Philippe Mercier, mezzotinta. National Portrait Gallery.

Charlotte Mercier (Londres, 1738-1762) fue una pintora francesa nacida y activa en Londres. Era hija del pintor de retratos Philippe Mercier. Se sabe poco de su vida. Se especializó en realizar retratos al pastel. En la colección permanente del Museo Nacional de Mujeres Artistas, en Washington D. C., se conservan dos retratos suyos: Madeleine Marie Agathe Renée de la Bigotière de Perchambault y Olivier-Joseph Le Gonidec, ambos de 1757 y pintados al pastel. En la National Portrait Gallery (Galería Nacional de Retratos) de Londres, se conserva su Miss playing with Cup and Ball («Señorita jugando con una copa y una pelota»), mezzotinta grabada a partir de un dibujo de su padre.